# Gornji Marinkovac
Gornji Marinkovac – wieś w Chorwacji, w żupanii zagrzebskiej, w gminie Dubrava. W 2011 roku liczyła 134 mieszkańców.